# Evangelische Mission Weltweit
Die Evangelische Mission Weltweit (EMW), bis 2021 Evangelisches Missionswerk in Deutschland, ist ein Dach- und Fachverband evangelischer Kirchen und regionaler Missionswerke sowie einzelner missionarischer Verbände und Einrichtungen für die ökumenische, missionarische und entwicklungsbezogene Zusammenarbeit mit Christen und Kirchen in Übersee und für ökumenische Bewusstseinsbildung in Deutschland. Die Geschäftsstelle befindet sich in Hamburg.
Ihre Mitglieder sind zwölf evangelische Missionswerke, fünf missionarische Verbände sowie fünf Freikirchen und die Evangelische Kirche in Deutschland.

## Geschichte
Die EKD-Synode gründete das Evangelische Missionswerk in Deutschland am 19. September 1975. Zum ersten Vorsitzenden wurde Hans-Heinrich Harms gewählt. Die erste Mitgliederversammlung fand am 13. Mai 1976 statt, bei der Martin Lehmann-Habeck in sein Amt als Direktor eingeführt wurde. Am 2. Januar 1977 nahm die Geschäftsstelle in Hamburg die Arbeit auf. Die „Arbeitsgemeinschaft evangelischer Missionen in der DDR“ wurde 1964 gegründet und schloss sich am 25. September 1991 mit dem westdeutschen Pendant zusammen.
Eines der Anliegen der ökumenischen Bewegung war und ist die Zusammenarbeit in der Mission. Schon nach der ersten großen Weltmissionskonferenz, die 1910 in Edinburgh stattfand, entstand 1921 auf internationaler Ebene der Internationale Missionsrat (IMR) als internationales Forum des Austausches und der Absprachen über Kooperationen. In Deutschland war schon 1885 der Deutsche Evangelische Missionsbund (DEM) gegründet worden, aus dem nach dem Ersten Weltkrieg der Deutsche Evangelische Missionsausschuss wurde. Im Jahre 1933 ging daraus vor dem Hintergrund der Auseinandersetzungen der Missionsgesellschaften mit den Deutschen Christen und den Versuchen der Eingliederung der Missionen in eine Deutsche Reichskirche der „Deutsche Evangelische Missionstag“ (DEMT) mit dem „Deutschen Evangelischen Missionsrat“ (DEMR) als seinem Exekutivausschuss hervor. Missionstag und Missionsrat bildeten die unmittelbare Vorgängerinstitution der EMW.
Im Vorfeld der Gründung des Evangelischen Missionswerkes in Deutschland kam es im Streit um das Missionsverständnis zu verschiedenen Konflikten. Es wurde fundamentale Kritik an der Missionspraxis laut, die bis zur Ablehnung jeglichen Gedankens an die Mission führte. Dahinter standen Vorwürfe im Zusammenhang mit Kolonialismus, Imperialismus, der Zerstörung von Kulturen und grundsätzlicher Intoleranz. Etliche, aber nicht alle evangelikal orientierten Missionsgesellschaften, die zu einer Rückkehr zu einem biblisch orientierten Verständnis von Mission aufriefen, hatten bereits seit 1968 zu einer stärkeren Kooperation untereinander gefunden, 1969 mit der Arbeitsgemeinschaft Evangelikaler Missionen (AEM) einen eigenen Dachverband gegründet und zogen sich schließlich aus dem DEMT zurück. Zur Arbeit des EMW gehörten die Veröffentlichungen der Aktivitäten im Ausland.
Im Jahr 2021 wurde das Evangelische Missionswerk in Deutschland in Evangelische Mission Weltweit umbenannt.

## Mitglieder
1. Arbeitsgemeinschaft Mennonitischer Gemeinden in Deutschland (AMG)
2. Arbeitsgemeinschaft Missionarische Dienste (AMD)
3. Berliner Missionswerk (BMW)
4. Bund Evangelisch-Freikirchlicher Gemeinden
5. CVJM-Gesamtverband in Deutschland e. V.
6. Deutsche Bibelgesellschaft
7. Deutsche Evangelische Missionshilfe (DEMH)
8. Deutsche Gesellschaft für Missionswissenschaft (DGMW)
9. Deutsches Institut für Ärztliche Mission (DIFÄM)
10. Evangelisch-altreformierte Kirche in Niedersachsen
11. Evangelisch-lutherisches Missionswerk in Niedersachsen (ELM)
12. Evangelisch-Lutherisches Missionswerk Leipzig e. V. (LMW)
13. Evangelisch-methodistische Kirche (EmK)
14. Evangelische Kirche in Deutschland (EKD)
15. Evangelische Mission in Solidarität e. V. (EMS)
16. Gossner Mission
17. Herrnhuter Brüdergemeine
18. Mission Eine Welt Centrum für Partnerschaft, Entwicklung und Mission der Evangelisch-Lutherischen Kirche in Bayern
19. Morgenländische Frauenmission
20. Norddeutsche Mission (NM)
21. Vereinte Evangelische Mission – Gemeinschaft von Kirchen in drei Erdteilen (VEM)
22. Zentrum für Mission und Ökumene – Nordkirche weltweit